# Engineered Motor Products

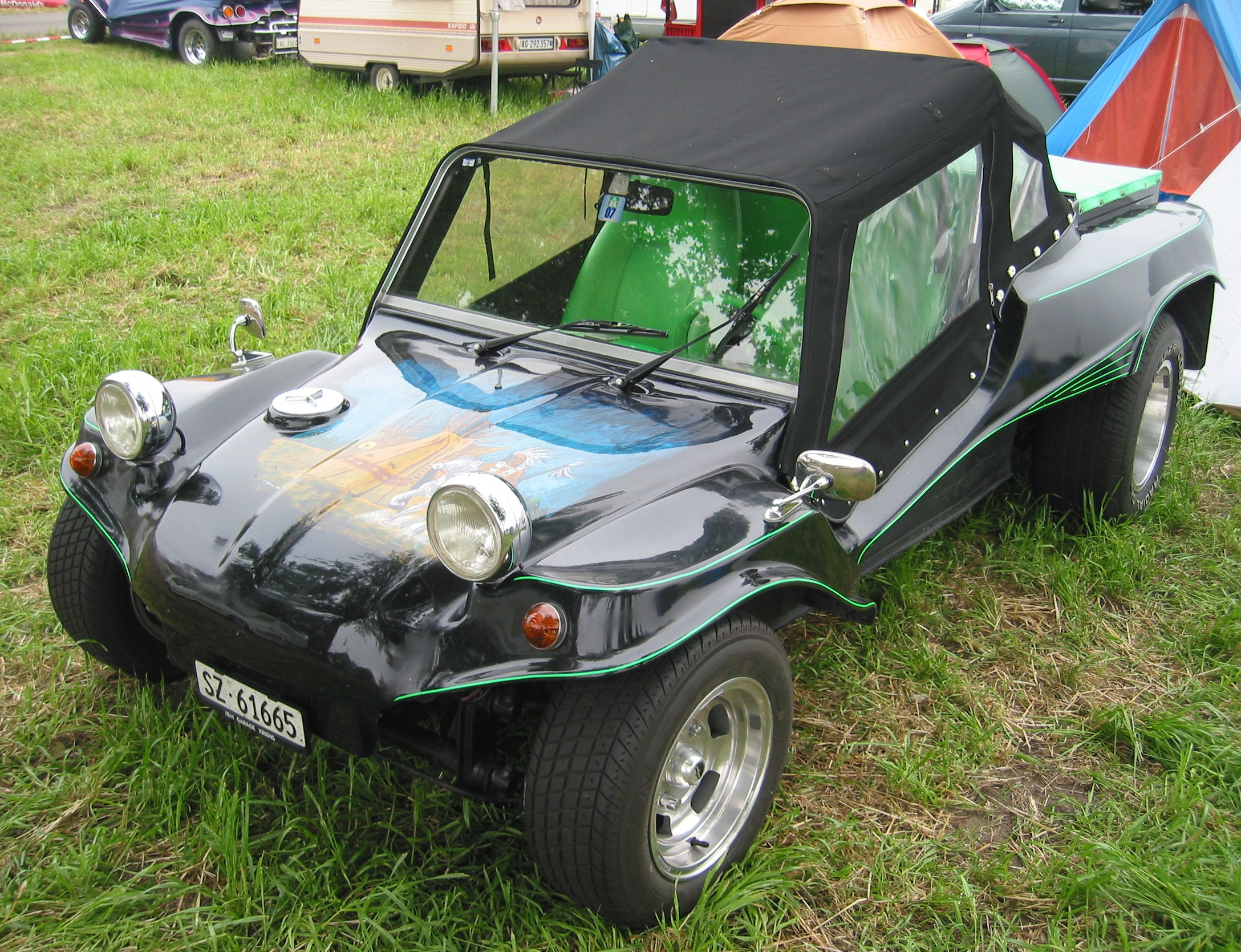
Empi Buggy

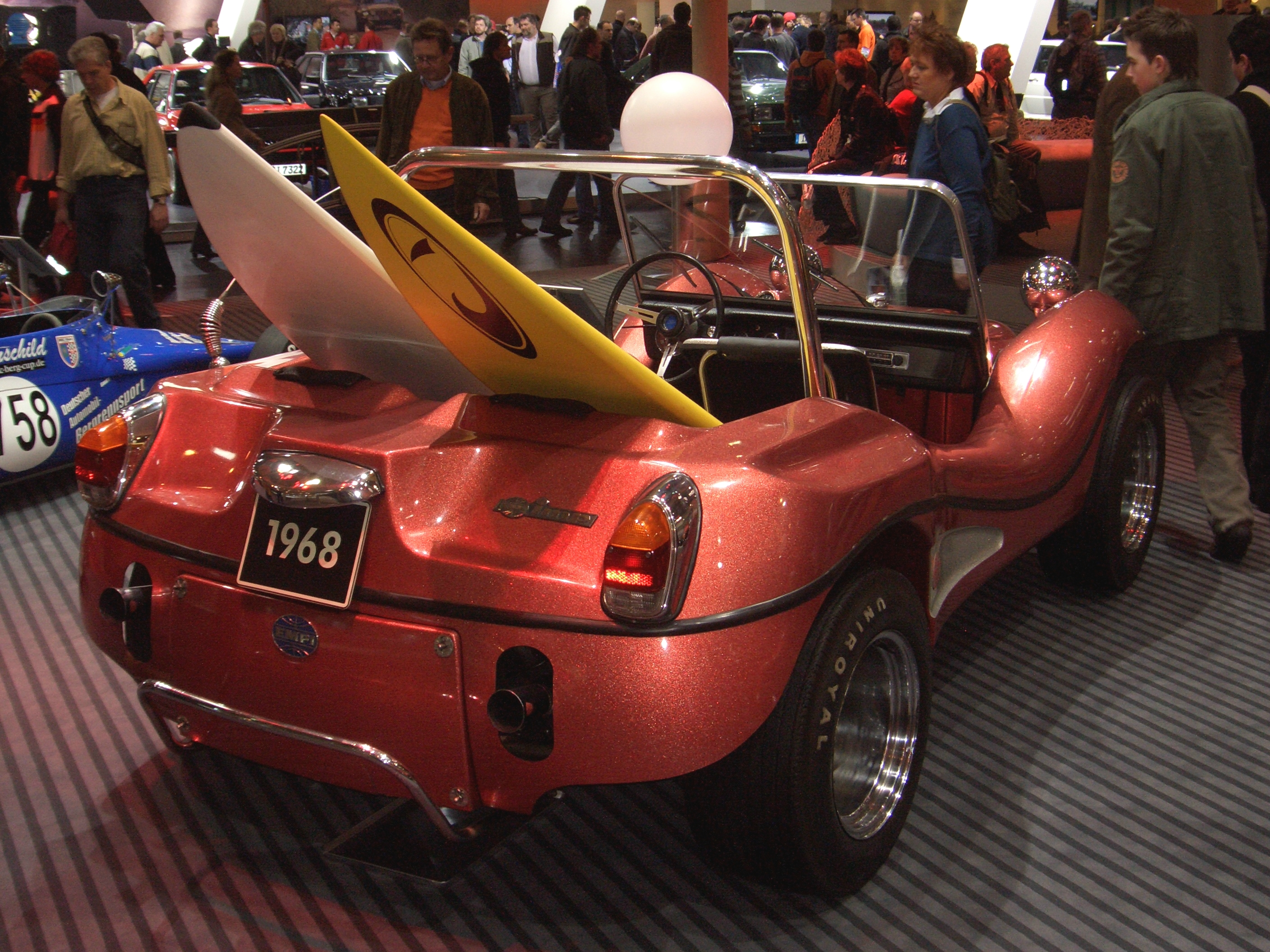
Heckansicht

Engineered Motor Products Inc. war ein US-amerikanischer Hersteller von Automobilen.

## Unternehmensgeschichte
Das Unternehmen wurde am 9. März 1956 gegründet. Als Sitz ist Riverside in Kalifornien angegeben. 1960 begann unter Leitung von Joe Vittone die Produktion von Automobilen und Kit Cars. Der Markenname lautete Empi. 1985 endete die Produktion.

## Fahrzeuge
Die ersten Fahrzeuge Empi GTV waren getunte VW Käfer. Eine Ausführung hatte einen Motor mit 1700 cm³ Hubraum.
Der Imp war eine frühe Ausgabe eines VW-Buggy, allerdings noch mit einer Karosserie aus Aluminium. Eine Variante war für den Sechszylinder-Boxermotor des Chevrolet Corvair vorgesehen. Später kamen gewöhnliche Buggies mit Karosserie aus Fiberglas dazu.
Das Autohaus Südhannover nahm den Buggy als Vorbild für seinen eigenen Buggy.